# Wölmersen
Wölmersen là một đô thị thuộc huyện Altenkirchen, trong bang Rheinland-Pfalz, phía tây nước Đức. Đô thị Wölmersen có diện tích 2,63 km², dân số thời điểm ngày 31 tháng 12 năm 2006 là 410 người.

## Dân số
| - 1815 – 74 - 1835 – 128 - 1871 – 166 - 1905 – 168 - 1939 – 203 - 1950 – 223 | - 1961 – 232 - 1965 – 262 - 1970 – 258 - 1975 – 241 - 1980 – 261 - 1985 – 335 | - 1987 – 324 - 1990 – 383 - 1995 – 408 - 2000 – 412 - 2005 – 445 |